# ×Agropogon lutosus
×Agropogon lutosus là một loài thực vật có hoa trong họ Hòa thảo. Loài này được (Poir.) P. Fourn. miêu tả khoa học đầu tiên năm 1935.